# 北海道旭川方面公安委員会
北海道旭川方面公安委員会（ほっかいどうあさひかわほうめんこうあんいいんかい、英語：Hokkaido Asahikawa Area Public Safety Commission）は、警察法の規定により北海道知事の所轄の下に置かれる北海道公安委員会の下位に属する行政委員会で、3人の委員をもって組織し北海道警察旭川方面本部を管理する。

## 所在地
北海道旭川市1条通25丁目487-6（北海道警察旭川方面本部総合庁舎内）

## 委員
- 委員長
  - 井上雄樹（弁護士）／任期：2022年8月13日 - 2025年8月12日[1]
- 委員
  - 進藤正明（医師）／任期：2024年10月29日 - 2027年10月28日
  - 杉川毅（会社役員）／任期：2023年7月29日 - 2026年7月28日[1]